# Cmentarz wojenny nr 371 – Droginia
Cmentarz wojenny nr 371 – Droginia – cmentarz wojenny z okresu I wojny światowej znajdujący się w miejscowości Droginia, w gminie Myślenice w powiecie myślenickim, w województwie małopolskim. Należy do okręgu X (Limanowa) Oddziału Grobów Wojennych C. i K. Komendantury Wojskowej w Krakowie. Jest jednym z 400 cmentarzy tego oddziału, z tego w okręgu limanowskim jest ich 36.

## Lokalizacja
Cmentarz położony jest u podnóża wzgórza Tuleja (392 m) na zachodnim krańcu Pasma Glichowca na Pogórzu Wiśnickim. Znajduje się w lesie, na średnio stromym stoku. Najłatwiej dojść do niego od budynku szkoły podstawowej w Drogini, polną drogą prowadzącą obrzeżem lasu na wzgórzu Tuleja. Cmentarz znajduje się w odległości około 200 m od budynku szkoły. W lesie powyżej cmentarza znajdują się Skałki w Drogini.

## Historia
Zachodni koniec Pasma Glichowca był najdalej na zachód wysuniętym miejscem, do którego w listopadzie 1914 roku dotarły wojska rosyjskie generała Radko Dmitriewa. Szykowały się do okrążenia twierdzy krakowskiej, odcięcia Śląska, a następnie przejścia przez Bramę Morawską i zaatakowania centrum monarchii austro-węgierskiej. Na Trupielcu zachowały się do tej pory pozostałości ich okopów. Aby powstrzymać ich dalszy marsz, Austriacy przerzucili z terenów Jury grupę uderzeniową pod dowództwem gen. Rotha. Żołnierze tej armii niemal z marszu zaatakowali pozycje rosyjskie. W dniach 1–5 grudnia w zaciekłych atakach i kosztem dużych strat zdołały wyprzeć Rosjan z tego rejonu. Był to początek zwycięskiej dla Austriaków tzw. operacji łapanowsko-limanowskiej. Na Trupielcu doszło do walki na bagnety.

## Losy cmentarza
Ciała żołnierzy pochowano najpierw w prowizorycznych mogiłach, później, gdy front przesunął się dalej na wschód, Austriacy przystąpili do budowy reprezentacyjnego cmentarza. Charakterystyczne dla austriackich cmentarzy z I wojny jest to, że na jednym cmentarzu wspólnie chowano zarówno żołnierzy własnej armii, sojuszniczej armii niemieckiej, jak i wrogiej armii rosyjskiej, z równą starannością wykonując wszystkie nagrobki. Do budowy cmentarza wykorzystywano głównie jeńców włoskich i rosyjskich.
Liczba pochowanych tutaj żołnierzy nie jest dokładnie znana. W oparciu o zachowane fragmenty danych, dane wojskowe i badania terenowe w przybliżeniu ustaloną ją na 190. Ustalono tylko część nazwisk. Znane jest m.in. kilkanaście nazwisk polskich żołnierzy z 214 Batalionu Etapowego Landszturmu, oficer rosyjskiej armii o nazwisku Marian Babiński i trzech Niemców z 218 Rezerwowego Regimentu Piechoty. Ci ostatni zmarli pod koniec grudnia, byli to więc ranni z któregoś ze szpitali polowych. Obecnie cmentarz jest pod staranną opieką władz gminnych i młodzieży pobliskiej szkoły.

## Opis cmentarza
Cmentarz otoczony jest grubym murem z kamienia łupanego. Mur kryty jest betonowym daszkiem. Wejście na cmentarz prowadzi betonowymi schodkami przez dwuskrzydłową żelazną furtkę zawieszoną na kamiennych słupkach. W murze przeciwległym do furtki jest murowana ściana inskrypcyjna zwieńczona kamiennym krzyżem. W ścianę wmontowana jest tablica inskrypcyjna z napisami w języku niemieckim. Ponieważ cmentarz znajduje się na stoku, wyplantowano równoległe poziome tarasy, na których rzędami ułożono mogiły obrzeżone betonowymi ławami. Na mogiłach zamontowano betonowe stele różnych kształtów, zwieńczone żeliwnymi krzyżami trzech rodzajów. Są to krzyże maltańskie typu austriackiego, krzyże niemieckie i krzyże lotaryńskie (prawosławne).

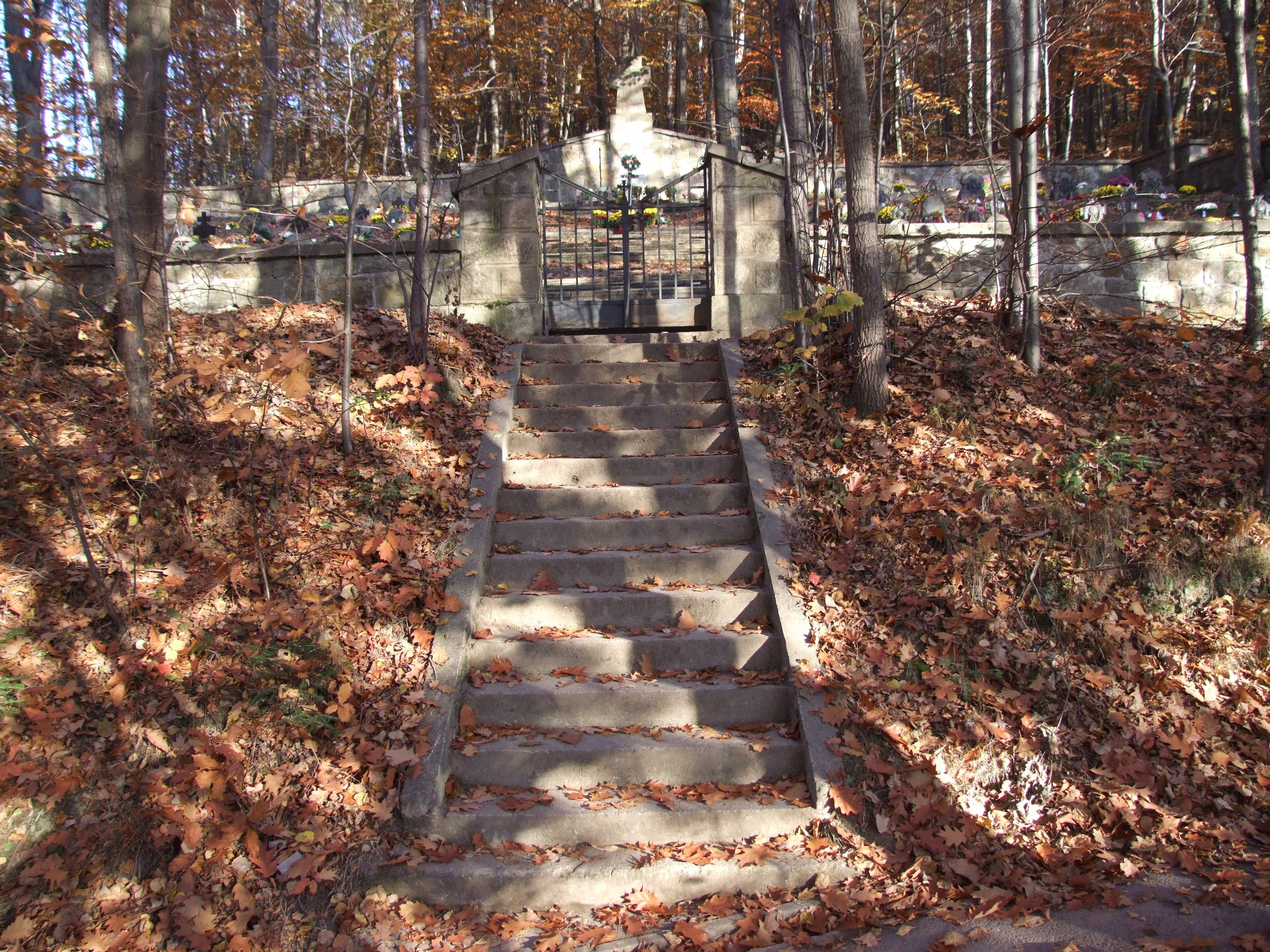
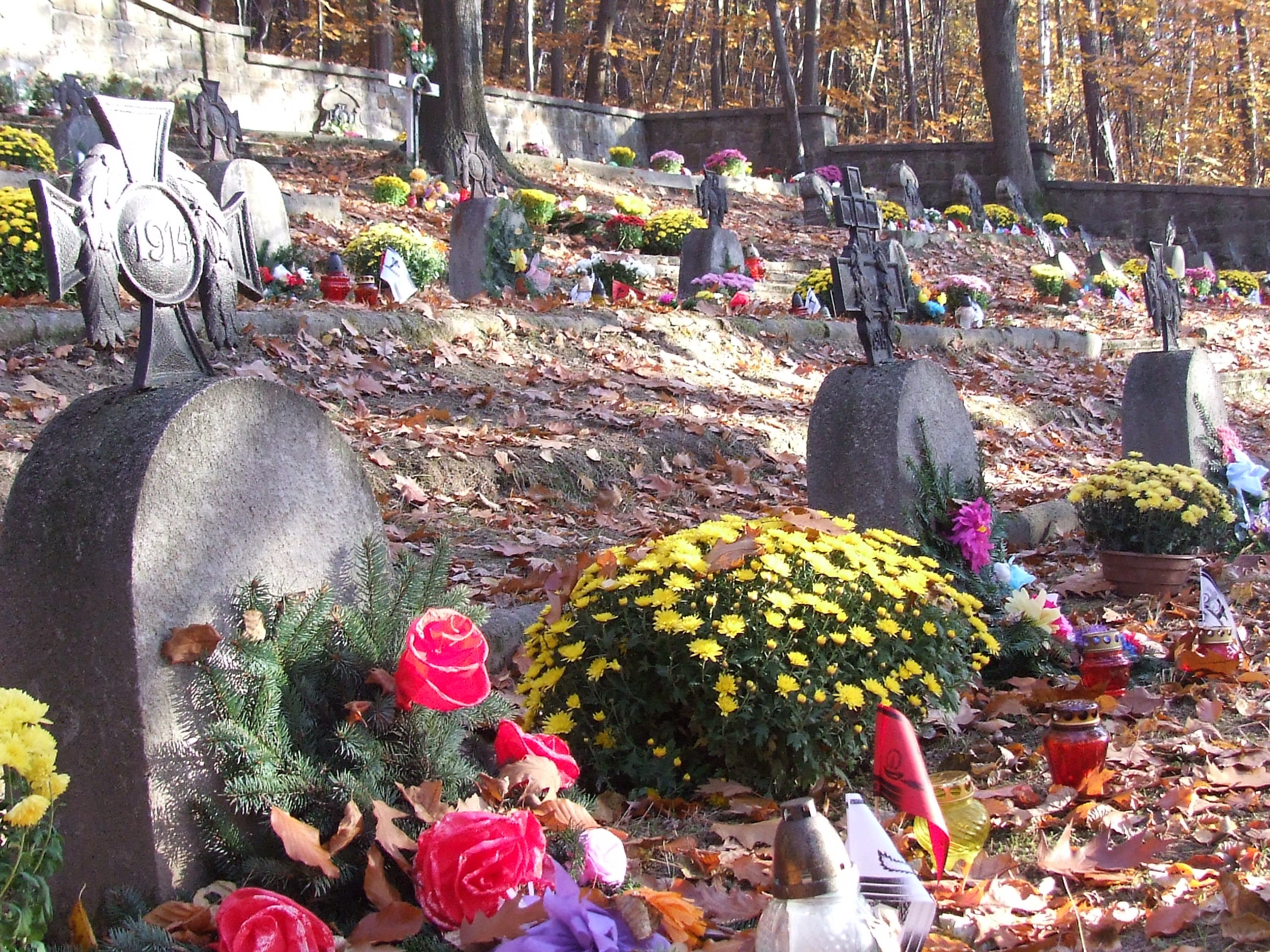
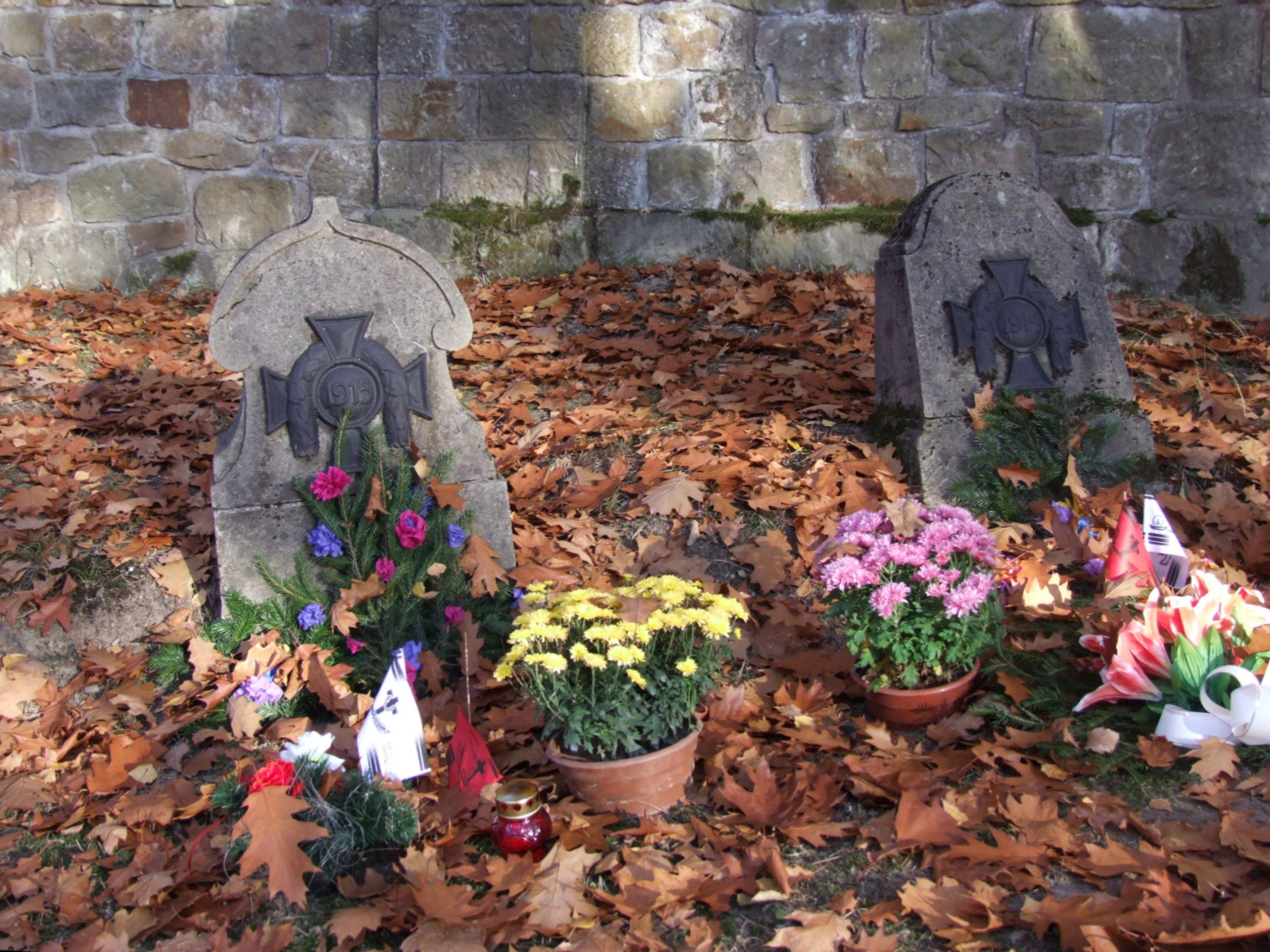
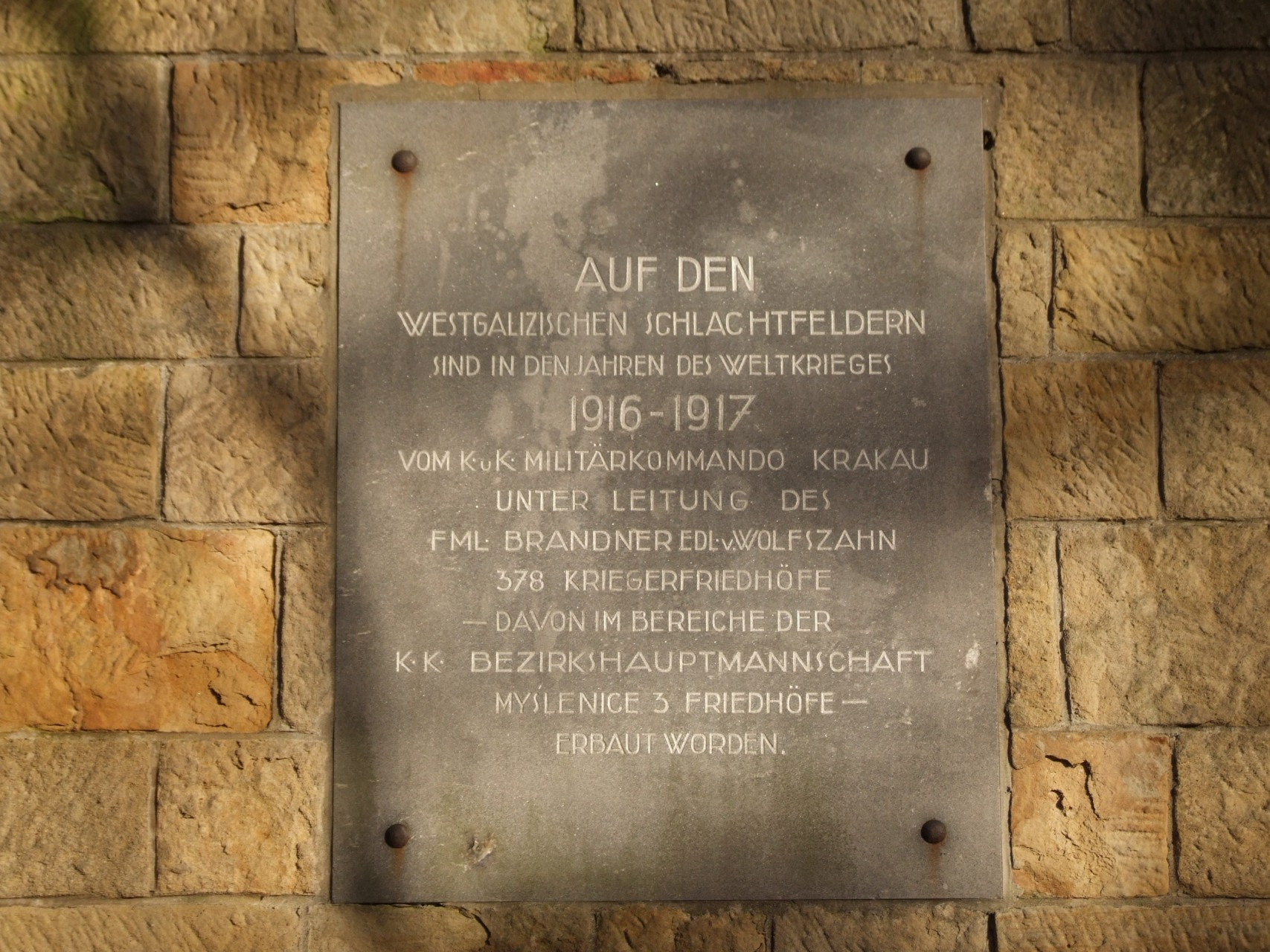